# Oberhofen am Thunersee
Oberhofen am Thunersee – gmina (niem. Einwohnergemeinde) w Szwajcarii, w kantonie Berno, w regionie administracyjnym Oberland, w okręgu Thun. Leży nad brzegiem jeziora Thunersee, około 5 km na południowy zachód od miasta Thun, gdzie rzeka Aare wypływa z tego właśnie jeziora. 
Dogodny punkt wypadowy w pobliskie szczyty Alp Berneńskich leżące po drugiej stronie jeziora szczyty np. Jungfrau, Mönch i Eiger. Ponadto w gminie znajduje się także XIV-wieczny zamek Oberhofen oraz Muzeum Zegarków i Instrumentów Mechanicznych (Museum für Uhren und mechanische Musikinstrumente). Znajduje się tu również siedziba Międzynarodowej Federacji Narciarskiej (FIS).

## Demografia
W Oberhofen am Thunersee mieszka 2 445 osób. W 2020 roku 10,9% populacji gminy stanowiły osoby urodzone poza Szwajcarią.

## Transport
Przez teren gminy przebiega droga główna nr 221.

## Galeria

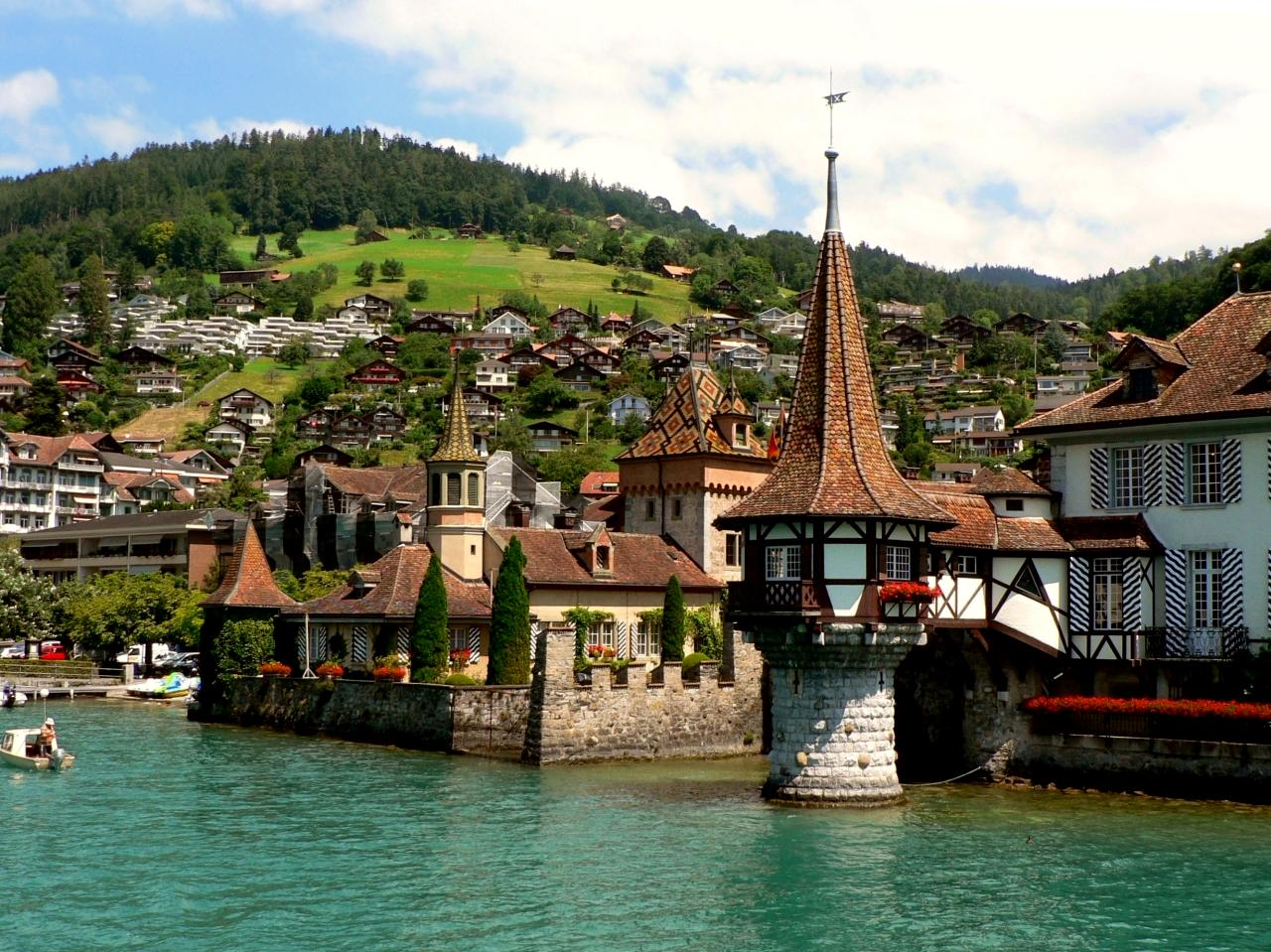
Oberhofen
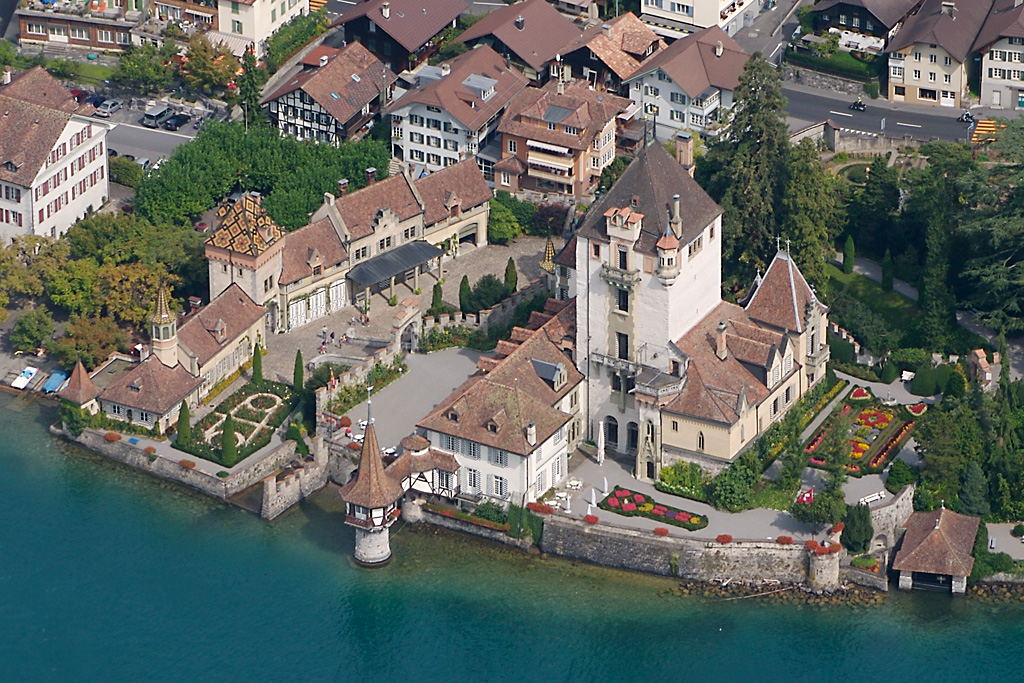
zamek Oberhofen
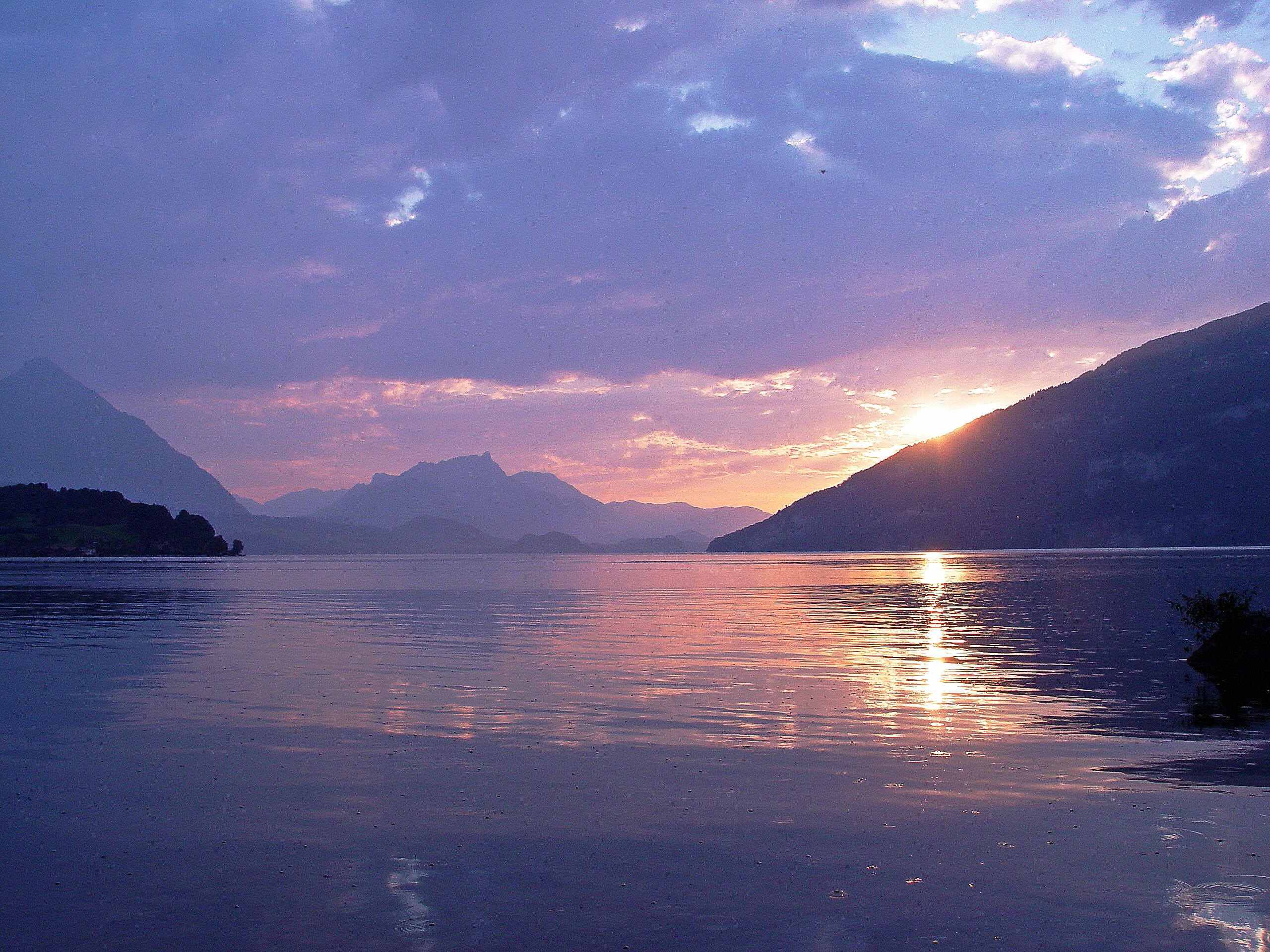
Jezioro Thunersee
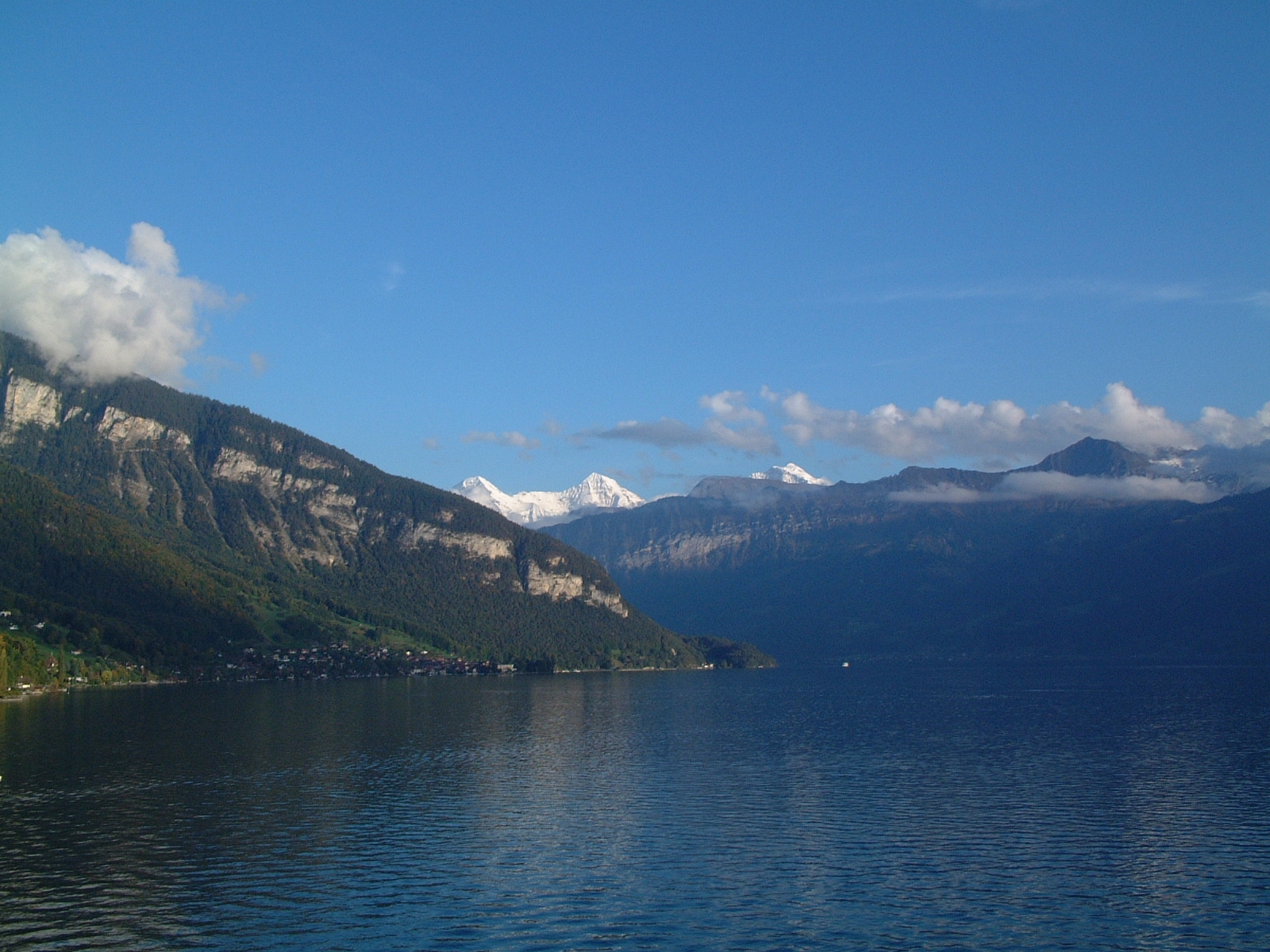
Jezioro Thunersee
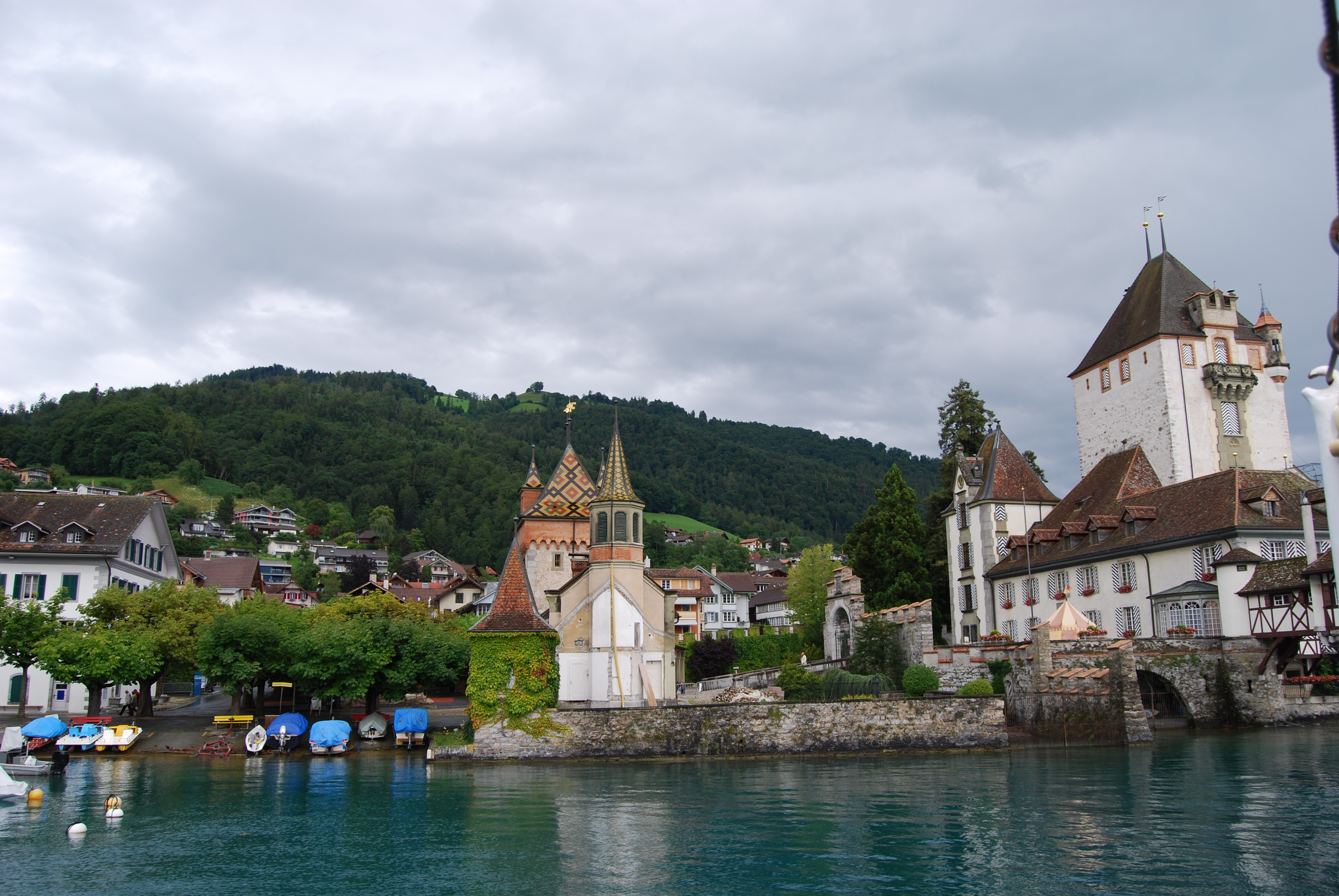
Jezioro Thunersee